# Cristóbal López Romero
Cristóbal López Romero S.D.B. (Vélez-Rubio, 19 mei 1952) is een Spaans geestelijke en een kardinaal van de Rooms-Katholieke Kerk, werkzaam in Marokko.
López Romero trad in 1964 in bij de orde der Salesianen van Don Bosco en studeerde filosofie en theologie aan de Salesiaanse seminaries van Gerona en Barcelona. Aan de Universitat Autònoma de Barcelona behaalde hij in 1982 een licentiaat in informatiewetenschap. Op 19 mei 1979 werd hij priester gewijd.
In zijn loopbaan was López Romero werkzaam op pastoraal gebied en vervulde hij leidinggevende en docerende functies binnen zijn orde, voor een deel in Paraguay waar hij van 1984 tot 2003 werkzaam was. In 2003 verhuisde hij naar Marokko, waar hij directeur werd van de Salesiaanse gemeenschap in het opleidingscentrum in Kenitra. Hij was van 2011 tot 2014 provinciaal van de Salesianen in Bolivia, en van 2014 tot 2018 in de Salesiaanse provincie van María Auxiliadora in Spanje.
Op 29 december 2017 werd López Romero benoemd tot aartsbisschop van Rabat; zijn bisschopswijding vond plaats op 10 maart 2018.
López Romero werd tijdens het consistorie van 5 oktober 2019 kardinaal gecreëerd. Hij kreeg de rang van kardinaal-priester. Zijn titelkerk werd de San Leone I.